# Greenwich Mean Time
Greenwich Mean Time [ˌgrenɪtʃ ˈmiːn taim; -ɪdʒ] (kurz GMT; englisch für „mittlere Greenwich-Zeit“) ist die mittlere Sonnenzeit am Greenwicher Nullmeridian.

Weltkarte mit den Zeitzonen

Die Greenwich Mean Time war von 1884 bis 1928 Weltzeit; in dieser Funktion wurde sie 1972 von der Koordinierten Weltzeit (UTC) abgelöst.
Der Ausdruck Greenwich Mean Time (GMT) wird heute nur noch in Großbritannien und Westafrika offiziell für die Zeitzone Westeuropäische Zeit (WEZ/WET, UTC±0) verwendet. Seit 1925 wird die Bezeichnung von unterschiedlichen Stellen für verschiedene Zeitnormale genutzt. Daher wird empfohlen, wenn man genaue Zeiterfassung erreichen möchte, diese Bezeichnung nicht zu verwenden.

## Abgrenzung
Im Mittel überquert die Sonne um 12:00 GMT den Mittagskreis (Meridiandurchgang) von Greenwich und hat dabei annähernd ihren höchsten Stand am Himmel (obere Kulmination). Aufgrund der ungleichmäßigen Geschwindigkeit der Erde auf ihrer elliptischen Umlaufbahn und der Neigung der Erdachse weicht der tatsächliche Mittagsdurchgang um bis zu 16 Minuten davon ab (siehe Zeitgleichung), was sich jedoch über das Jahr ausgleicht. GMT folgt also einer fiktiven mittleren Sonne, die sich mit konstanter Winkelgeschwindigkeit im Laufe eines Jahres entlang des Äquators (statt wie in Wirklichkeit entlang der Ekliptik) bewegt.
Eine genauere Methode der astronomischen Zeitmessung ist es, die Zeitintervalle zwischen den Meridiandurchgängen eines Fixsterns zu messen (siderische Zeit).

## Geschichte
Zum Zwecke der astronomischen Navigation auf See wurde von Nevil Maskelyne im Jahre 1767 erstmals der Nautical Almanac veröffentlicht, dessen astronomische Tabellen für die wahre Ortszeit des Observatoriums Greenwich ausgelegt waren. Navigatoren, die ihre astronomischen Beobachtungen mit Hilfe dieses Jahrbuches auswerteten, erhielten automatisch eine auf den Meridian von Greenwich bezogene Position, während es früher üblich gewesen war, die geographische Länge bezüglich des Ausgangs- oder Zielpunktes anzugeben. Seekarten begannen daher auch zunehmend, Greenwich als Standardmeridian für ihre Koordinatennetze zu übernehmen. Als die Internationale Meridiankonferenz im Jahre 1884 einen Nullmeridian international verbindlich festlegte, fiel die Wahl auf den bereits überwiegend gebräuchlichen Greenwich-Meridian. Für Zwecke, die einheitliche Zeitangaben für unterschiedliche Orte erfordern, sei die mittlere Ortszeit von Greenwich zu verwenden. Diese Zeit war 1880 unter dem Namen Greenwich Mean Time als gesetzliche Standardzeit in Großbritannien eingeführt worden.
Zur weltweiten Koordination der Zeitmessung wurde das Bureau International de l’Heure (BIH) in Paris gegründet, das 1920 von der neu gegründeten International Astronomical Union (IAU) übernommen wurde. Bald darauf änderte die IAU die Definition von GMT. Bisher war es bei den hauptsächlich des Nachts arbeitenden Astronomen üblich gewesen, den Tag mittags beginnen zu lassen, um nicht ständig um Mitternacht, mitten unter der Arbeit, das Datum wechseln zu müssen (astronomischer Tag, so wie es bei der Julianischen Datumsskala der Astronomie noch heute üblich ist). Entsprechend war GMT ursprünglich „die mittlere Sonnenzeit auf dem Meridian von Greenwich, gerechnet ab dem mittleren Mittag“. Die IAU führte mit dem 1. Januar 1925 eine neue Zeitskala ein, deren Tage bürgerlichem Brauch folgend um Mitternacht begannen, und nannte die neue Skala wieder GMT, während die bisherige Skala in Greenwich Mean Astronomical Time (GMAT) umbenannt wurde. Die daraus folgende Verwirrung bewog die IAU, im Jahr 1928 die neue GMT in Universal Time (UT) umzubenennen. UT war damit (und ist im Wesentlichen bis heute) die mittlere Sonnenzeit auf dem Meridian von Greenwich, gerechnet ab Mitternacht.
Da UT von der Erdrotation abgeleitet wird, welche kurzfristigen Fluktuationen und einer langfristigen Verlangsamung unterliegt, ist sie keine streng gleichmäßig verlaufende Zeitskala und für viele wissenschaftliche und manche technische Zwecke nicht brauchbar. Daher wurde für astronomische Zwecke 1952 die von den gleichmäßigeren Planetenbewegungen abgeleitete Ephemeridenzeit (ET) eingeführt; für den internationalen Verkehr und als Grundlage für die Zonenzeiten, die in den Ländern der Erde die gesetzlichen Zeiten sind, wurde am 1. Januar 1972 die Koordinierte Weltzeit (UTC) eingeführt. UTC beruht auf der strikt gleichmäßigen, von Atomuhren erzeugten Internationalen Atomzeit; Schaltsekunden am Ende oder in der Mitte eines Kalenderjahres sorgen gegebenenfalls dafür, dass UTC nicht mehr als 0,9 s von der unregelmäßigen UT abweicht.

## Heutige Verwendung des Ausdrucks GMT
Heutzutage wird UTC im Vereinigten Königreich und in Westafrika immer noch als GMT bezeichnet, obwohl es von der eigentlichen GMT (der heutigen UT) um bis zu 0,9 s abweichen kann. Aufgrund dieser Begriffsverwirrung empfiehlt es sich, die Bezeichnung Greenwich Mean Time abseits dieser Regionalbezeichnungen der örtlichen Zonenzeit nicht mehr zu verwenden.
- Mit der von Internetprotokollen teilweise in Zeitmarken verwendeten Bezeichnung GMT (z. B. bei der Zeitangabe Date: Sat, 12 Mar 2005 00:30:42 +0000 (GMT) in einem Mailheader) ist stets UTC gemeint.[3]
- Zudem verwenden die meisten elektronischen Geräte mit Uhrzeit und Datum weiterhin den Begriff GMT. Bei der Einstellung der entsprechenden Zeitzone des Benutzerstandorts erfolgt die Eingabe bzw. Auswahl häufig in Form von Angabe der Stunden, welche die Ortszeit vor (+) oder nach (−) der Standard-Zeit (GMT bzw. UTC) liegt.

In Greenwich selbst gilt in sieben von zwölf Monaten die Britische Sommerzeit.

## Greenwich Civil Time
In der britischen Seefahrt war der Ausdruck Greenwich Civil Time (GCT) vom HM Nautical Almanac Office vorgeschrieben, was aber nach 1924/25 offenließ, ob nautisch Uhrzeitwechsel ‚astronomisch‘ zu Mittag oder ‚bürgerlich‘ zu Mitternacht vorzunehmen sei, das United States Naval Observatory verwendete den Ausdruck Greenwich Civil Time für die neue Regelung, GMT für den Mittagswechsel. Erst 1952 übernahmen die britische und US-Marine die allgemeine Weltzeit.